# Ketumile Masire
Pour les articles homonymes, voir Masire.
Ketumile Joni Masire dit Quett Masire, né le 23 juillet 1925 à Kanye (protectorat du Bechuanaland) et mort le 22 juin 2017 à Gaborone (Botswana), est un homme d'État botswanais, membre du Parti démocratique du Botswana. 
Il est vice-président, de 1966 à 1980, puis président de la République de 1980 à 1998.

## Biographie

### Premières années
Né le 23 juillet 1925 dans la ville de Kanye, au sud du protectorat du Bechuanaland, dans une famille d'agriculteurs, il est éventuellement élevé comme garçon de troupeau. Dans une époque où il était attendu des jeunes qu'ils traversent la frontière pour devenir ouvriers en Afrique du Sud, Ketumile Joni Masire est une exception et y obtient plutôt une bourse dans une institution d'enseignement sud-africaine où il y décroche plus tard un diplôme d'enseignant. 
Après la mort de ses parents, il revient au Bechuanaland en 1950 et contribue à la fondation d'une école secondaire dans la réserve de Banwaketse. C'est en travaillant comme journaliste qu'il rencontrera Seretse Khama. 

### Carrière politique
Lors de l'indépendance du Botswana le 30 septembre 1966, c'est le Parti démocratique du Botswana qui forme le premier gouvernement sous la présidence de Seretse Khama. Masire sera son vice-président à partir de l'indépendance jusqu'à la mort de ce dernier, le 13 juillet 1980. À partir de 1967, il occupera également les fonctions de ministre des Finances et de ministre de la Planification du développement. Sous son mandat, le pays connaîtra une croissance économique considérable, notamment basée sur l'extraction minière et diamantifère. Technocrate et pragmatique, lors de la mort de Khama, il est perçu comme son successeur naturel. Il lui succédera dans cette fonction, d'abord à titre intérimaire, avant d'être élu par le Parlement le 18 juillet suivant. 
Au cours de sa présidence, il privilégiera la coopération internationale dans une région au climat politique explosif, marqué par l'apartheid sud-africain, l'occupation sud-africaine du Sud-Ouest africain et la guerre civile angolaise. Opposé à l'apartheid, il subira les pressions de son voisin du sud, d'abord économiques, mais même militaires lors de l'attaque éclair (en) en juin 1985 du bureau du Congrès national africain situé à Gaborone par les forces militaires sud-africaines. Masire devient aussi vice-président de l'Organisation de l'unité africaine et est membre du groupe des Nations unies pour le développement de l'Afrique. Sous sa présidence continuent la croissance économique du pays et la stabilité. Réélu en 1984, 1989 et 1994, il démissionne le 31 mars 1998 et il est remplacé par le vice-président Festus Mogae.
Il est blessé le 7 août 1988 lorsque le BAe 125-800 de l'Escadre aérienne de la force de défense du Botswana qui le transporte dans l'espace aérien angolais est endommagé par deux missiles tirés par un MiG-23 angolais piloté par un pilote de l'armée de l'air cubaine, l'avion d'affaires ayant été auparavant visé par quatre missiles tirés d'une batterie de missiles sol-air sans succès car il n'a pas été identifié par la défense angolaise. Ayant reçu une pale de ventilateur, il est évacué par la Royal Air Force et soigné au Royaume-Uni.

### Après la politique
Après avoir joué ce rôle entre les rebelles de la Renamo et l'armée au Mozambique, Ketumile Masire agit comme médiateur dans la seconde guerre civile en république démocratique du Congo et dans des conflits au Kenya et au Lesotho après son départ de la présidence. Il fait aussi partie d'un groupe chargé d'enquêter sur les circonstances ayant mené au génocide rwandais.
De 2009 à 2016, il occupe le poste de chancelier de l'université du Botswana, fonction qu'il avait déjà occupée de 1982 à 1998. Son épouse, Gladys Olebile Masire, est décédée en mai 2013.